# Élections législatives turques de juin 2015
Pour les articles homonymes, voir élections législatives turques de 2015.
Les élections législatives turques de juin 2015 (en turc : 2015 Türkiye genel seçimleri) se sont tenues le dimanche 7 juin 2015, afin d'élire les cinq cent cinquante députés de la Grande Assemblée nationale de Turquie, pour un mandat de quatre ans. Ces élections ont constitué la 25e législature.

## Contexte: treize ans de domination de l'AKP
Le Parti de la justice et du développement (AKP) est au pouvoir depuis les élections législatives de 2002. À l'occasion des élections du 12 juin 2011, il a totalisé 49,8 % des voix et 327 députés (à trois sièges de la majorité des trois-cinquièmes nécessaire pour engager une réforme constitutionnelle).
Reconduit pour un troisième — et dernier selon les statuts de l'AKP — mandat, le Premier ministre Recep Tayyip Erdoğan a présenté sa candidature à l'élection présidentielle du 10 août 2014. Pour la première fois, celle-ci se tenait au suffrage universel direct. Avec 51,8 %, il s'impose dès le premier tour face aux deux candidats de l'opposition. Il a alors choisi le ministre des Affaires étrangères, Ahmet Davutoğlu, précédemment conseiller diplomatique et député depuis 2011, pour prendre sa suite au poste de Premier ministre.
Le scrutin est marqué par une situation économique en berne (baisse de la croissance, progression du chômage et de l'endettement des particuliers). Le président Recep Tayyip Erdoğan, qui souhaite mener une réforme constitutionnelle afin de présidentialiser le régime, a besoin des trois cinquièmes des sièges au Parlement pour faire passer ce projet,.

### Résultats des élections précédentes
Résultats des principaux partis lors des quatre dernières élections :
- AKP
- CHP
- MHP
- DTP/Indépendant/BDP

À la présidentielle de 2014 le CHP et le MHP présentent un candidat commun.

## Mode de scrutin

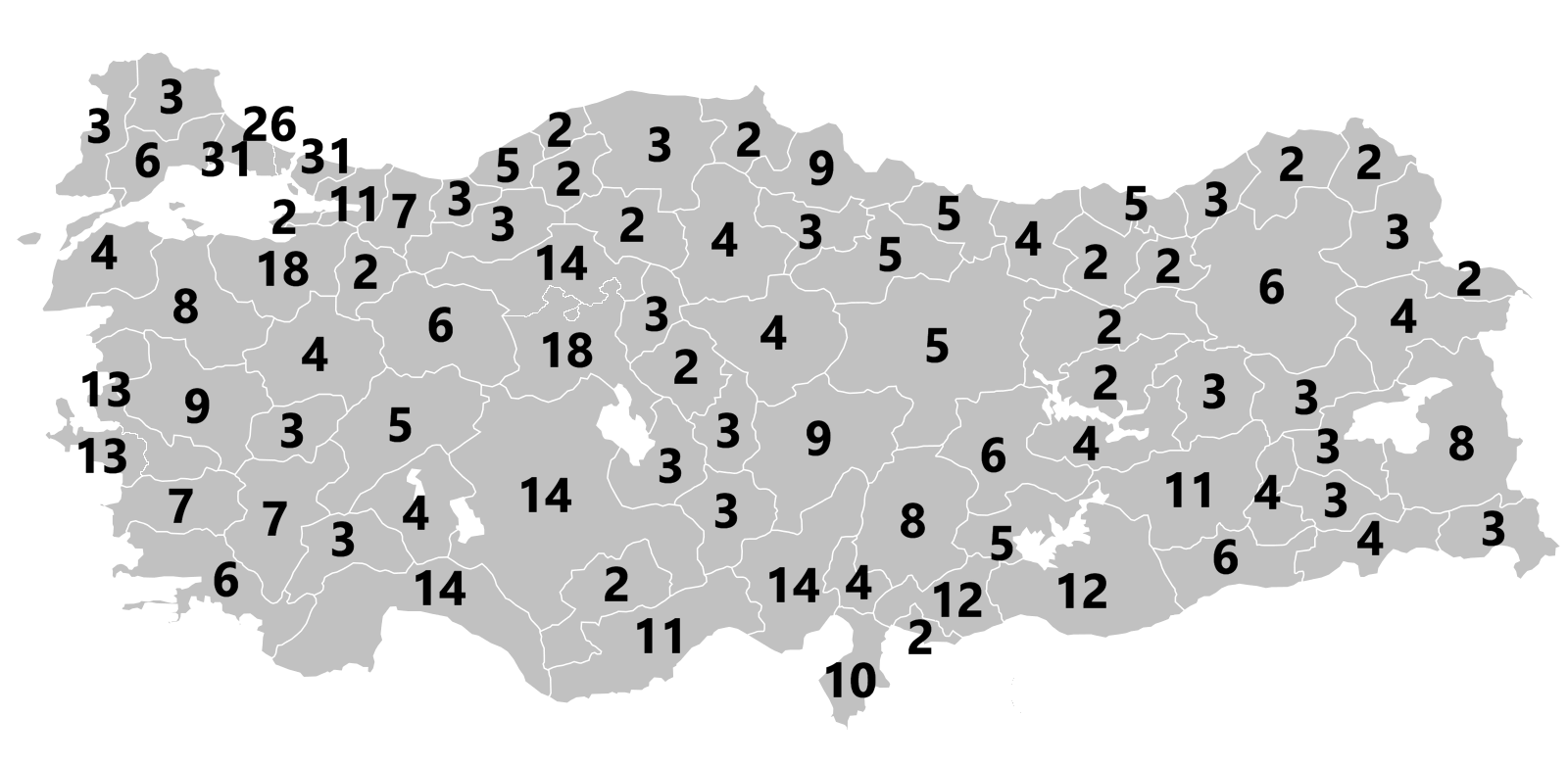
Nombre de sièges par province.

La Grande Assemblée nationale de Turquie est le parlement unicaméral de la Turquie. Elle compte 550 députés, élus pour cinq ans au scrutin proportionnel, chacune des soixante-dix neuf provinces constituant une circonscription électorale. Les candidats présents sur la liste d'un parti politique ne sont élus que si leur formation a obtenu au moins 10 % des suffrages exprimés au niveau national, si elle a présenté deux candidats à chaque siège de député dans au moins la moitié des provinces, et si elle est bien implantée dans la moitié des provinces et un tiers des arrondissements provinciaux.
Au seuil électoral s'ajoutent plusieurs conditions supplémentaires auxquelles un parti doit se soumettre pour pouvoir bénéficier de sièges. Ils doivent avoir une présence dans un minimum d'un tiers des districts d'au moins 40 provinces, dans lesquelles ils doivent présenter au moins deux candidats.
Le seuil électoral turc de 10 % des suffrages, très élevé, a par le passé poussé au regroupement des formations et au vote tactique de la part des électeurs afin d'éviter que leur vote ne soit « perdu ».

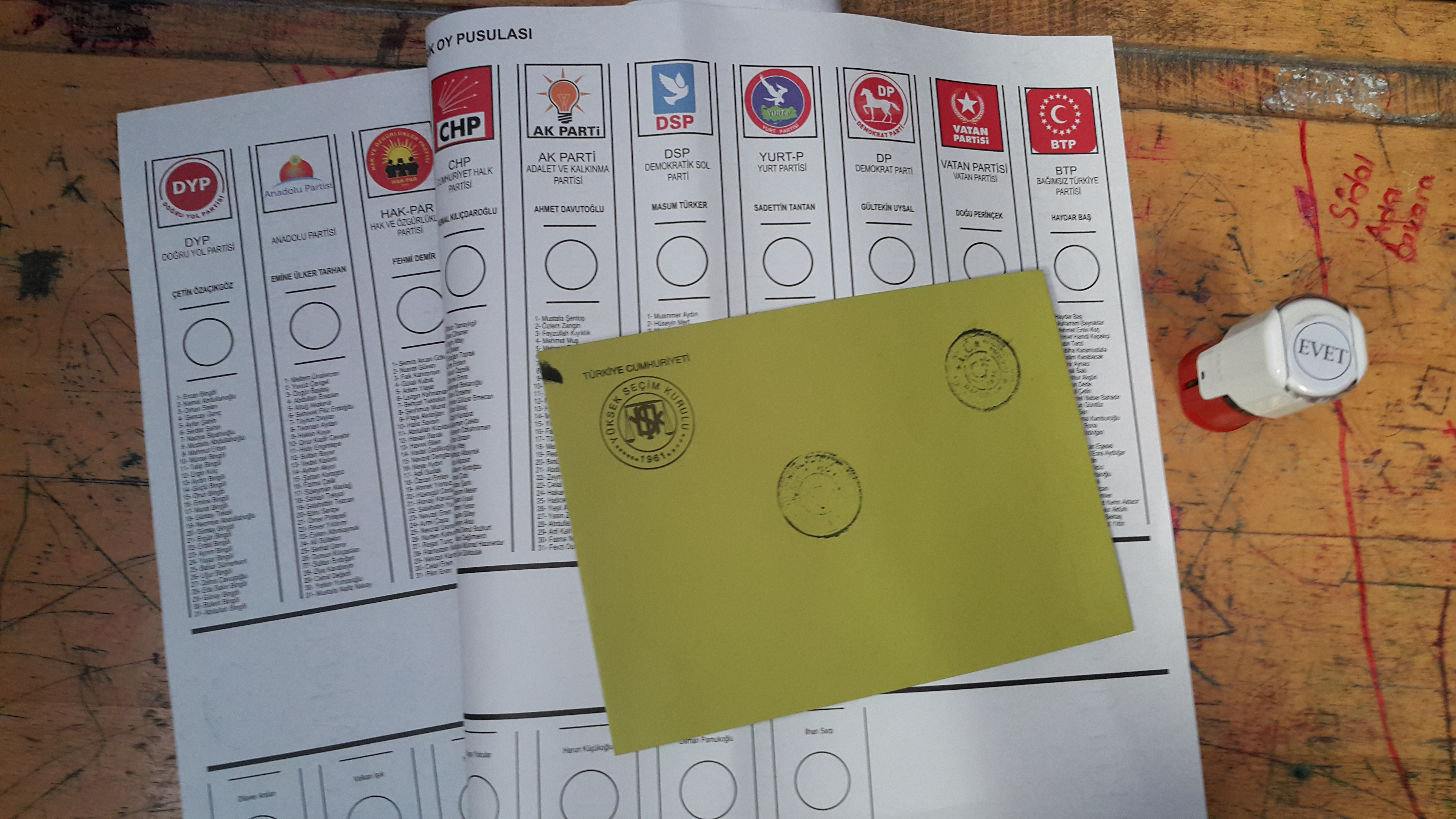
Bulletin vierge avec l'enveloppe et un tampon « oui ».

## Campagne

### Faits marquants
Le 18 mai, des permanences du Parti démocratique des peuples (HDP) sont les cibles d'attaques à la bombe à Adana et à Mersin. L'explosion à Adana fait six blessés et aucun à Mersin.
Le 25 mai, Eli Dogan Türkmen, une avocate et candidate du Parti républicain du peuple (CHP), est blessée dans une attaque à main armée dans la circonscription d'Adana.
Le 29 mai, le journal d'opposition Cumhuriyet publie des photos et une vidéo qui démontrent que les services secrets turcs ont livré des armes aux rebelles islamistes syriens en janvier 2014.
Le 5 juin, deux explosions à Diyarbakır font deux morts et plus de 130 blessés dont 25 sont hospitalisés « dans un état jugé très sérieux ».

## Résultats
|                                   |                                          |                                          |                                   |            |       |      |        |               |  |
| Partis                            | Partis                                   | Partis                                   | Partis                            | Voix       | %     | +/-  | Sièges | +/-           |  |
|                                   | Parti de la justice et du développement  | Parti de la justice et du développement  | AKP                               | 18 867 411 | 40,87 | 8,96 | 258    | 69            |  |
|                                   | Parti républicain du peuple              | Parti républicain du peuple              | CHP                               | 11 518 139 | 24,95 | 1,03 | 132    | 3             |  |
|                                   | Parti d'action nationaliste              | Parti d'action nationaliste              | MHP                               | 7 520 006  | 16,29 | 3,28 | 80     | 27            |  |
|                                   | Parti démocratique des peuples           | Parti démocratique des peuples           | HDP                               | 6 058 489  | 13,12 | Nv.  | 80     | 80            |  |
|                                   | Parti de la félicité                     | Parti de la félicité                     | SP                                | 949 178    | 2,06  | 0,82 | 0      | en stagnation |  |
|                                   | Parti patriote                           | Parti patriote                           | VATAN                             | 161 674    | 0,35  | Nv.  | 0      | en stagnation |  |
|                                   | Parti pour une Turquie indépendante      | Parti pour une Turquie indépendante      | BTP                               | 96 475     | 0,21  | Nv.  | 0      | en stagnation |  |
|                                   | Parti de la gauche démocratique          | Parti de la gauche démocratique          | DSP                               | 85 810     | 0,19  | 0,06 | 0      | en stagnation |  |
|                                   | Parti démocrate                          | Parti démocrate                          | DP                                | 75 784     | 0,16  | 0,49 | 0      | en stagnation |  |
|                                   | Réforme, réconciliation et développement | Réforme, réconciliation et développement | TUP                               | 72 701     | 0,16  | Nv.  | 0      | en stagnation |  |
|                                   | Parti de libération du peuple            | Parti de libération du peuple            | HKP                               | 60 396     | 0,13  | Nv.  | 0      | en stagnation |  |
|                                   | Parti des droits et libertés             | Parti des droits et libertés             | HAK                               | 58 716     | 0,13  | Nv.  | 0      | en stagnation |  |
|                                   | Parti de la juste voie                   | Parti de la juste voie                   | DYP                               | 28 852     | 0,06  | 0,09 | 0      | en stagnation |  |
|                                   | Parti anatolie                           | Parti anatolie                           | ANA                               | 27 688     | 0,06  | Nv.  | 0      | en stagnation |  |
|                                   | Parti libéral-démocrate                  | Parti libéral-démocrate                  | LDP                               | 26 500     | 0,06  | 0,02 | 0      | en stagnation |  |
|                                   | Parti du centre                          | Parti du centre                          | MEP                               | 20 945     | 0,05  | Nv.  | 0      | en stagnation |  |
|                                   | Parti de la nation                       | Parti de la nation                       | MP                                | 17 473     | 0,04  | 0,10 | 0      | en stagnation |  |
|                                   | Parti communiste                         | Parti communiste                         | KP                                | 13 780     | 0,03  | Nv.  | 0      | en stagnation |  |
|                                   | Parti de la patrie                       | Parti de la patrie                       | YUR                               | 9 289      | 0,02  | Nv.  | 0      | en stagnation |  |
|                                   | Parti droits et justice                  | Parti droits et justice                  | HAP                               | 5 711      | 0,01  | Nv.  | 0      | en stagnation |  |
|                                   | Indépendants                             | Indépendants                             | Ind.                              | 488 226    | 1,06  | 5,51 | 0      | 35            |  |
|                                   |                                          |                                          |                                   |            |       |      |        |               |  |
| Votes valides                     | Votes valides                            | Votes valides                            | Votes valides                     | 46 163 243 | 97,09 |      |        |               |  |
| Votes blancs et invalides         | Votes blancs et invalides                | Votes blancs et invalides                | Votes blancs et invalides         | 1 344 224  | 2,91  |      |        |               |  |
| Total                             | Total                                    | Total                                    | Total                             | 47 507 467 | 100   | —    | 550    | en stagnation |  |
| Abstention                        | Abstention                               | Abstention                               | Abstention                        | 9 101 350  | 16,08 |      |        |               |  |
| Nombre d'inscrits / participation | Nombre d'inscrits / participation        | Nombre d'inscrits / participation        | Nombre d'inscrits / participation | 56 608 817 | 83,92 |      |        |               |  |

### Réactions
Le soir de l'élection, le président de la République Recep Tayyip Erdoğan, attendu pour une déclaration au balcon du palais présidentiel, n'apparaît pas et émet seulement un communiqué. Le Premier ministre Ahmet Davutoğlu déclare le lendemain « Nous sommes le premier parti, nous sommes les vainqueurs de cette élection et nous allons poursuivre notre route sacrée. »,.

#### Presse
Le quotidien turc de centre gauche Cumhuriyet, proche du CHP,, titre Al sana Yeni Türkiye, « La voilà, ta Nouvelle Turquie ! » (La « Nouvelle Turquie » désigne les institutions politiques et la société turques telles que les défend l'AKP).
The New York Times émet un éditorial titré « La démocratie gagne en Turquie ». Erdoğan est dépeint comme le premier perdant de l'élection et la perte de la majorité de l'AKP, après 13 ans de domination, est interprétée comme la conséquence de la dérive autoritaire d'un régime accablé par des scandales de corruption et rendu impopulaire par une partie de l'opinion après la violente répression du mouvement protestataire de 2013.
Au Frankfurter Allgemeine Zeitung (situé politiquement à droite) on relève que même si les résultats de l'élection sont bien en deçà de l'objectif de la majorité des trois-cinquièmes que s'était fixée l'AKP, ce parti reste tout de même le plus puissant à côté des trois autres forces politiques qui sont qualifiés de « partis régionaux » (le CHP sur la partie ouest et nord-ouest, le HDP dans le sud-est et le MHP majoritaire dans une seule province sur 81). Erdoğan perd son rôle central dans les institutions politiques mais reste une « popstar ».

#### Marchés
La bourse de Turquie perd près de 8 % et la livre turque atteint son niveau le plus bas enregistré. Les marchés sanctionnent la perte de la majorité absolue du gouvernement sortant et la situation d'incertitude qu'implique la nouvelle composition de l'assemblée.

### Analyse
17,6 % des sièges sont occupés par des femmes. 

### Conséquences
À partir de la proclamation des résultats, la Grande Assemblée nationale de Turquie dispose de 45 jours pour constituer un nouveau gouvernement. Ce dernier doit reposer sur une coalition, aucun des groupes parlementaires ne disposant d'une majorité absolue. À l'issue de ces 45 jours le président de la République peut dissoudre l'assemblée et convoquer de nouvelles élections.
Le 10 juin le président du CHP Kemal Kılıçdaroğlu considère que des élections anticipées seraient « du temps perdu » et « un manque de respect envers le peuple ». Une coalition à deux partis (AKP islamo-conservateur et le CHP laïc et social-démocrate) ou à trois partis (le CHP, le MHP nationaliste et le HDP de gauche et défendant les minorités) est évoquée.
Le 22 août 2015, des élections législatives anticipées sont convoquées pour le 1er novembre 2015. Elles aboutissent à la reprise de la majorité absolue de l'AKP.